# 132e session du Comité international olympique
La 132e session du Comité international olympique est une réunion du Comité international olympique qui se tient à Pyeongchang, en Corée du Sud, du 6 au 7 février 2018, juste avant l'ouverture des Jeux olympiques d'hiver de 2018 dans la même ville.
Lors de la 127e session, il avait été décidé de reporter de 2022 à 2023 les Jeux olympiques de la jeunesse d'été. Cette réunion revient sur une date en 2022 et Thomas Bach réaffirme sa préférence pour que la compétition ait lieu sur le continent africain.